# Croton horridulus
Pour Croton horridulus, Baill., 1891, voir Croton ericius.
Espèce
Croton horridulus est une espèce de plantes à fleurs du genre Croton et de la famille des Euphorbiaceae, présente au Brésil (Bahia).
Il a pour synonyme :
- Croton agrarius var. horridulus, Baill., 1864
- Oxydectes horridula, (Baill.) Kuntze